# Sender Chemnitz-Bernsdorf
Der Sender Chemnitz-Bernsdorf war eine Sendeeinrichtung für Mittelwellenrundfunk, die im Chemnitzer Ortsteil Bernsdorf das Programm des Berliner Rundfunks auf 1116 kHz mit 5 kW Leistung verbreitete. Der Sender Chemnitz-Bernsdorf wurde in den 1990er-Jahren stillgelegt und abgerissen.